# Celypha aurofasciana
Celypha aurofasciana es una especie de polilla del género Celypha, tribu Olethreutini, familia Tortricidae. Fue descrita científicamente por Haworth en 1811.
La envergadura es de unos 12–14 milímetros. Se distribuye por Europa: Reino Unido.